# ريكاردو جيمس
ريكاردو جيمس (بالإسبانية: Ricardo James)‏ (7 مايو 1966 في بنما - ) هو لاعب كرة قدم بنمي في مركز حراسة المرمى. شارك مع منتخب بنما لكرة القدم. أما مع النوادي، فقد لعب مع نادي ديبورتيفو أوليمبيا ونادي بلاتنسي.

## وصلات خارجية
- ريكاردو جيمس على موقع الاتحاد الدولي (مؤرشف)  (الإنجليزية)
- ريكاردو جيمس على موقع قاعدة بيانات كرة القدم.إي يو (الإنجليزية)
- ريكاردو جيمس على موقع ناشيونال فوتبول تيمز (الإنجليزية)
- ريكاردو جيمس على موقع Soccerway.com (الإنجليزية)